# 桃源圳
桃源圳為一座位於臺灣臺東縣鹿野鄉境內的一座小型灌溉水圳系統，該圳取水至鹿野溪支流鹿鳴溪之溪水，進水口設置於鹿鳴溪上游蝴蝶谷風景區旁，並且在紅葉山腰處設有一座蓄水池以供下方圳路之水源穩定。
桃源圳幹線全長1.98公里，總灌溉面積48公頃，實際灌溉面積約45公頃。最初由當地山地原住民所闢建，目前已交由臺東農田水利會鹿野工作站進行管理與維護。

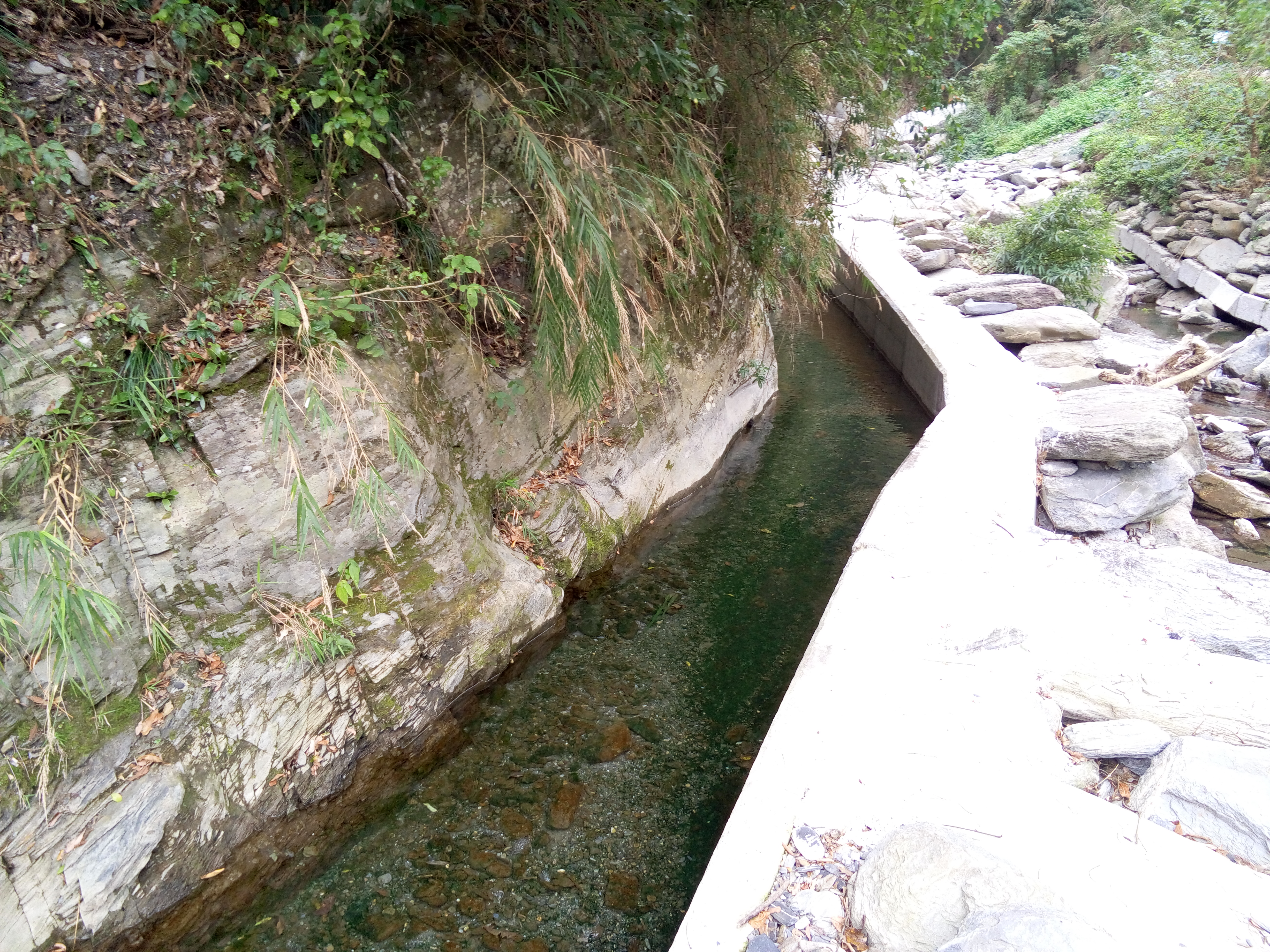
桃源圳進水口導水路
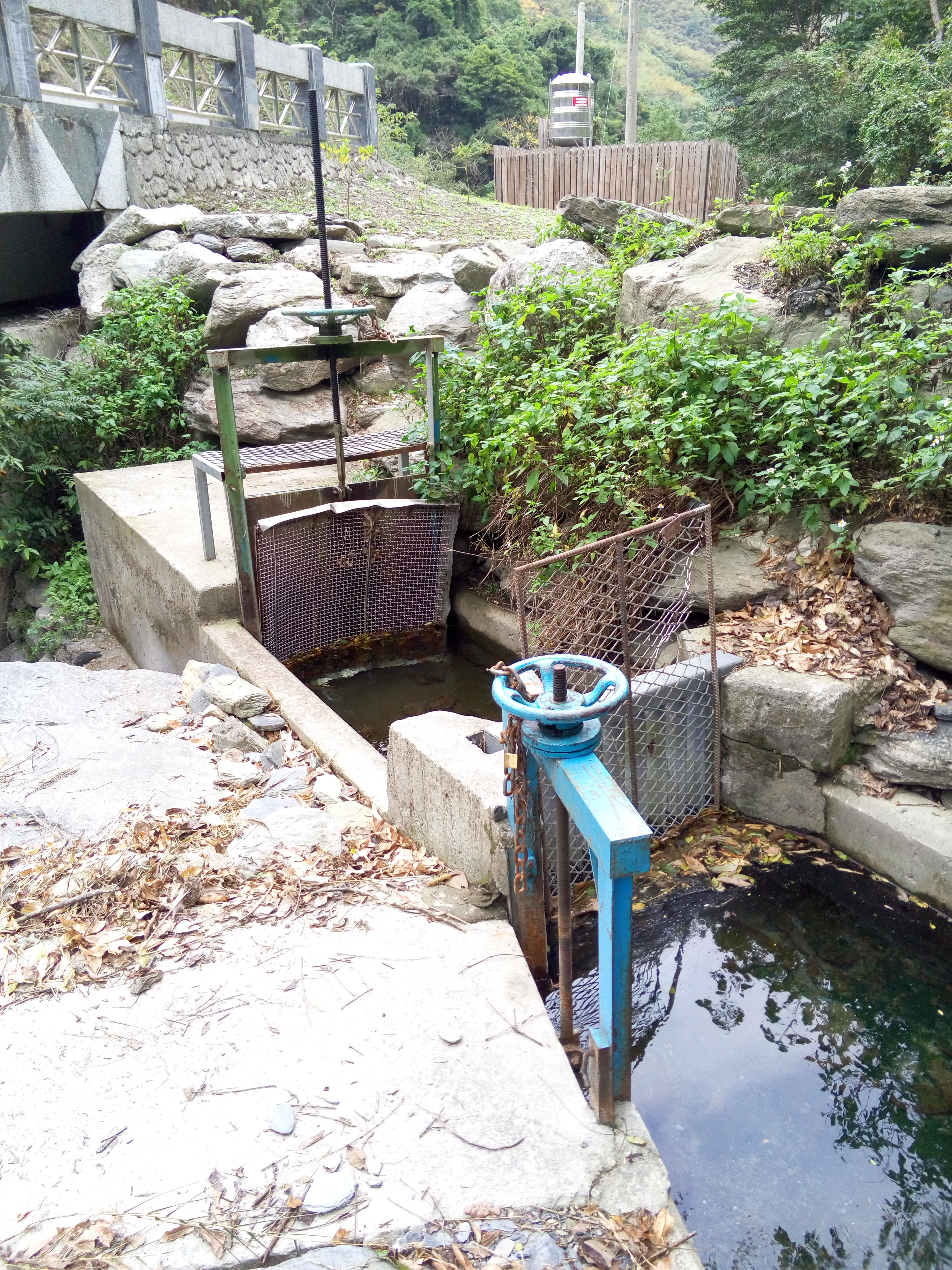
桃源圳進水口近觀
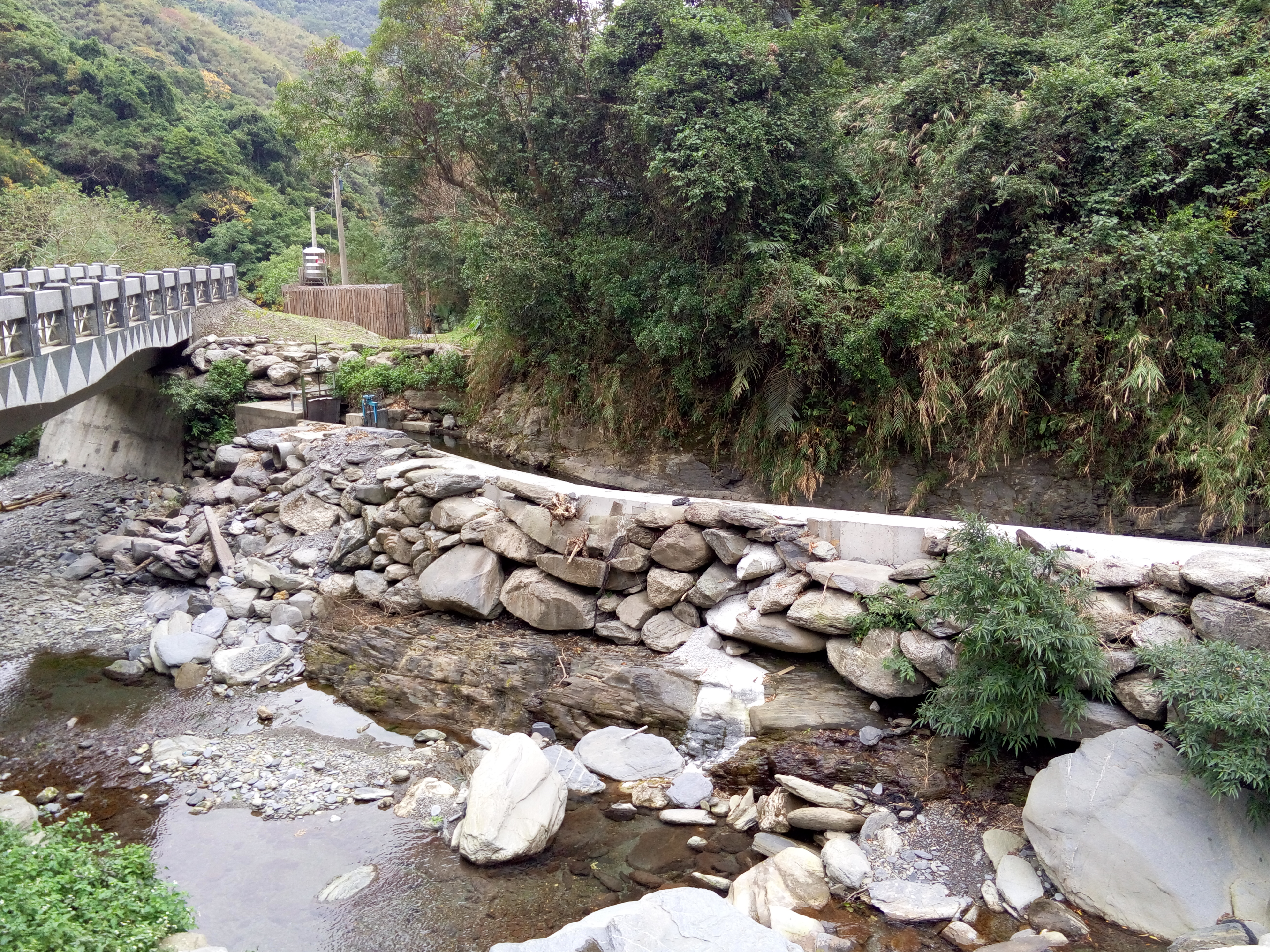
桃源圳進水口遠觀

## 意外事件
2013年10月6日，臺東地方法院法官莊尚洋於當日下午獨自到鹿野鄉蝴蝶谷桃源圳游泳，下午4點多卻被附近民眾發現浮在水面上，疑似因為游泳溺斃。

## 周遭景點
- 布農部落
- 蝴蝶谷
- 脫線牧場
- 紅葉溫泉

## 資料來源
1. ↑  .   [2015-01-16]. （原始内容存档于2014-12-08）.
2. ↑  .   [2013-10-06]. （原始内容存档于2015-04-02）.